# Mariana Díaz Oliva
Mariana Díaz-Oliva (Buenos Aires, 11 marzo 1976) è un'ex tennista argentina.

## Biografia
Nel 2001 raggiunse la sua prima finale in singolare al torneo Bol, in cui venne sconfitta in tre set dalla spagnola Ángeles Montolio. Il 9 luglio dello stesso anno raggiunge la 42ª posizione, il suo best ranking.
Nel 2002 vinse gli Internazionali Femminili di Palermo sconfiggendo in finale Vera Zvonarëva per 6(6)–7, 6–1, 6–3. Nel 2003 raggiunse la sua terza finale in carriera ad Acapulco dove venne sconfitta da Amanda Coetzer.

## Statistiche

### Risultati in progressione
| Sigla | Risultato               |
| ----- | ----------------------- |
| V     | Vincitore               |
| F     | Finalista               |
| SF    | Semifinalista           |
| O     | Oro olimpico            |
| A     | Argento olimpico        |
| SF    | Bronzo olimpico         |
| QF    | Quarti di Finale        |
| 4T    | Quarto turno            |
| 3T    | Terzo turno             |
| 2T    | Secondo turno           |
| 1T    | Primo turno             |
| RR    | Round Robin             |
| LQ    | Turno di qualificazione |
| A     | Assente                 |
| ND    | Non disputato           |

| Legenda superfici    |
| -------------------- |
| Cemento              |
| Terra battuta        |
| Erba                 |
| Superficie variabile |

#### Singolare nei tornei del Grande Slam
| Torneo          | 1997 | 1998 | 1999 | 2000 | 2001 | 2002 | 2003 | 2004 | 2005 | 2006 |
| --------------- | ---- | ---- | ---- | ---- | ---- | ---- | ---- | ---- | ---- | ---- |
| Australian Open | A    | 1T   | 1T   | 1T   | 2T   | 2T   | 1T   | 2T   | 3T   | 1T   |
| Open di Francia | 1T   | 3T   | 2T   | A    | 2T   | 1T   | A    | 1T   | 2T   | 1T   |
| Wimbledon       | 1T   | 2T   | 2T   | A    | 1T   | 1T   | A    | A    | 2T   | 1T   |
| US Open         | 1T   | 1T   | A    | A    | 1T   | 1T   | A    | A    | 2T   | A    |

#### Doppio nei tornei del Grande Slam
| Torneo          | 1997 | 1998 | 1999 | 2000 | 2001 | 2002 | 2003 | 2004 | 2005 | 2006 |
| --------------- | ---- | ---- | ---- | ---- | ---- | ---- | ---- | ---- | ---- | ---- |
| Australian Open | A    | 1T   | A    | A    | 1T   | 1T   | A    | A    | A    | 1T   |
| Open di Francia | A    | A    | A    | A    | 1T   | A    | A    | A    | 1T   | 1T   |
| Wimbledon       | A    | A    | A    | A    | 2T   | A    | A    | A    | A    | 2T   |
| US Open         | A    | A    | A    | 1T   | 2T   | A    | A    | A    | 1T   | A    |

#### Doppio misto nei tornei del Grande Slam
Nessuna partecipazione